# هوي جيون موو سوول
الهيجن موسول فن قتالي كوري وهو فن قتالي دفاعي بالطريقة الدائرية، الدفاع عن النفس بطريقة الحركات الدائرية.
المميزات في الهوجون موسول انها تشمل خمسة أشياء:-

## كا يو كي
تقنيات المهاجمة التي تحتوي على المهاجمة بتقنيات اليد، تقنيات الصد، وتقنية الركلات.

## تو كي
تقنيات الدفاع عن النفس والتي تحتوي على تقنيات الرمي والإسقاط، وتقينات التثبيت والقفل.

## مو كي
تقنيات الأسلحة والتي تحتوي على جانك كام (سيف طويل)، جونق كام (سيف متوسط)، دان كام (سيف قصير)، جانك بانك (عصا طويلة)، جونق بانك (عصا متوسطة)، دان بانك (عصا قصيرة)، بو تشي (مروحة)، بايو تشانق (مسامير حادة)، جي بانق أي (قصب)، تي (حزام)، سانق جيول بونق (عصاتان قصيرتان ارتبطتا بسلسلة) كما في الصورة.

## وال كي
تقنية التنشيط، التي تعلمكم جميعاً نقاط ضغط الجسم، العلاج الطبيعي، النظام العضلي، التركيب العظمي، تثبيت الدورة والوخز بالإبر.

## ني كي
تعلم تطوير القوة الداخلية (كي)، تقنية التنفس، سيطرة ذهنية وعقلية مع وتطور (كي) مع بعض الأشكال.
كل هذه التقنيات تتبع طريق الهُيجن موسول (بو بيوب)، التي تجعل حركاتك أنعم وأكثر سلاسة مع أي تقنية، بو بيوب يحتوي: تي جك بو بيوب أي أتجاه الخطوات، وهُيجن بو بيوب أي دوران الخطوات .